# 国際核融合材料照射施設
国際核融合材料照射施設（こくさいかくゆうごうざいりょうしょうしゃしせつ、International Fusion Material Irradiation Facility、IFMIF イフミフ）は核融合炉での使用に適した材料を試験するための国際科学研究プログラムである。幅広いアプローチ協定の一部として、工学実証・工学設計活動（IFMIF-EVEDA）が進められている。

## 概要
IFMIF-EVEDAは、青森県六ヶ所村の国際核融合エネルギー研究センターにおける原型加速器の実証試験と、茨城県大洗町におけるリチウムループのスケールモデルの製作・試作運転等の要素技術開発からなる。IFMIF-EVEDA後の計画は未定であるが、将来的には、大きな中性子束を生み出す核融合中性子源として粒子加速器等からなる統合システムを運用し、核融合炉環境に近い条件における材料の照射効果について試験する。IFMIFは、核融合実験炉ITERの建設に役立つことはないが、ITERの後の商用核融合炉のための重要な情報を提供する見込みである。IFMIF計画の中心は、長さ約50メートルの2本の平行する重水素原子核のビーム加速器の開発である。重水素原子核がリチウム・ターゲットと接触したときに、高エネルギー中性子に変換され、材料試料と試験部品に放射線を照射する。

## 核融合炉の炉壁候補となる材料

重水素-三重水素(D-T)核融合反応で生じた自由中性子を示す。

融合炉のために開発する材料は、プラズマ閉じ込め実現の困難で重要な問題として長いあいだ考えられてきたが、その割には大した注意は払われて来なかった。融合炉内の中性子束は加圧水型原子炉のおよそ100倍あると見積もられていて、融合炉のブランケット内のそれぞれの原子は、その材料が交換されるまで、中性子が叩きつけられてその位置が元あった所から移動してしまうことが100回程度は発生する。
さらに高エネルギー中性子はさまざまな核反応の過程で水素やヘリウムを作り出し、これらのガスが材料中の粒界面で泡となって現れるために、スウェリング(swelling)やブリスタリング（blistering、表面に現れるブツブツ・でこぼこ）、脆性（embrittlement、エンブリトルメント）を生じることになる。もうひとつ望むなら、一級の成分を選んで不純物が元で長命な放射性廃棄物を作らないようにしたい。とにかく、機械な力や温度が高くそれらが何度も繰り返し起こる環境である。
問題は悪化させられる、なぜなら現実に則した部材では融合炉と同じように長期間、中性子束に曝さなければならないが、そのような中性子源は融合炉と同様に複雑で高価なものである。適切な部材の試験はITERでは行なわれず、IFMIFで扱われる。
プラズマ対向機器
プラズマ対向機器(plasma facing components、PFC)の部材は特に問題である。プラズマ対向機器（以下PFCと表記）は大きな機械的な負荷には耐える必要はないので中性子による損傷は大きな問題ではない。PFCは最大10MW/m2もの、不可能に近いがなんとか可能な、巨大な熱による負荷に耐えなければならない。いずれの部材を選択しても、熱の流れは表面から冷却材までわずか1 - 2センチメートルほどの距離を、部材を溶かすことなく運ばれなければならない。第一の問題はプラズマとの相互作用にある。一つの選択は原子番号の小さな、たとえば炭素やベリリウムを選ぶか、または原子番号の大きなタングステンやモリブデンを選ぶかである。

### 炭素
炭素が使用される場合、物理・化学双方のスパッタリングに起因するエロージョンの速度は1年あたり数メートルにも達する。そのため、スパッタされた材料が再蒸着されることに頼らなくてはならない。再蒸着される場所がスパッタされた場所と対応関係にあるわけではないので、炭素の持つ、使用に供し難いほどのエロージョン速度という問題は拭い去れない。更に大きな問題として、炭素の再蒸着の際に三重水素が一緒に蒸着されることがある。炭素の再蒸着層に取り込まれた三重水素と炉内のちりはすぐに数 kg のオーダーの量に達する。これは燃料が再蒸着で失われることと、事故の際にきわめて深刻な放射性物質汚染の問題を引き起こすことを示している。核融合関係者の間では、炭素は核融合実験においては非常に魅力的な材料ではあるが、PFC 材質として第一に選択すべきものとはなり得ないだろう、ということが共通認識となっている。

### タングステン
タングステンのスパッタリング速度は炭素のそれと比べて何桁ものオーダーで小さい。また、スパッタされた後再蒸着したタングステン原子と三重水素は結合し難い。このような性質から、タングステンはより望ましい選択肢であるとされる。一方、プラズマ中にタングステンが不純物として入った場合、それは炭素より損傷を与えやすく、タングステンの自己スパッタリングが進行し易いと考えられる。そのため、タングステンと接触するプラズマの温度が高くならない（数百 eV より数十 eV 程度）ようにすることが非常に重要であると考えられる。タングステンはまた、渦電流の問題や、放射化に起因する通常では起こらないような溶融などの不利な問題を有している。